# Italienische Fußballmeisterschaft 1945/46
Die Italienische Fußballmeisterschaft 1945/46 war die erste Spielzeit der ersten italienischen Fußball-Liga nach dem Zweiten Weltkrieg. Sie wird nicht als Saison der Serie A gewertet, da es mehr eine Übergangssaison zur Einteilung von Mannschaften in die Erst- bzw. Zweitklassigkeit war. Sowohl Nord- (Campionato Alta Italia) als auch Mittel- und Süditalien (Campionato Centro-Sud) spielten eine Meisterschaft aus und die besten vier Teams qualifizierten sich jeweils für die Finalrunde. Die Saison als Meister beendete die AC Turin, die ihren Titel aus der Saison 1942/43 damit verteidigte.

## Campionato Alta Italia

### Teilnehmer
| Verein             | Stadt   | Stadion                | Trainer |
| ------------------ | ------- | ---------------------- | --- |
| SG Andrea Doria    | Genua   | Stadio Luigi Ferraris  | Italo Zamberletti János Vanicsek |
| Atalanta Bergamo   | Bergamo | Stadio Comunale        | János Nehadoma (vom 1. bis zum 6. Spieltag) Giuseppe Meazza (vom 7. bis zum 13. Spieltag) Luis Monti (ab dem 14. Spieltag)                              |
| FC Bologna         | Bologna | Stadio Comunale        | Alexander Popovich (vom 1. bis zum 13. Spieltag) Angelo Schiavio und Pietro Genovesi (ab dem 14. Spieltag)                                              |
| AC Brescia         | Brescia | Stadium                | Giovanni Ferrari (vom 1. bis zum 13. Spieltag) Mario Perazzolo (ab dem 14. Spieltag)                                                                    |
| CFC Genua          | Genua   | Stadio Luigi Ferraris  | Guido Ara (vom 1. bis zum 7. Spieltag) Enrico Silvestri (ab dem 8. Spieltag) József Viola (bis zum 21. Spieltag) Ottavio Barbieri (ab dem 22. Spieltag) |
| Inter Mailand      | Mailand | Arena Civica           | Carlo Carcano |
| Juventus Turin     | Turin   | Stadio Comunale        | Felice Borel |
| AC Mailand         | Mailand | Arena Civica           | Adolfo Baloncieri |
| FC Modena          | Modena  | Stadio Comunale        | Alfredo Mazzoni |
| US Sampierdarenese | Genua   | Stadio Luigi Ferraris  | Ottavio Barbieri (bis zum 21. Spieltag) |
| AC Turin           | Turin   | Stadio Filadelfia      | Luigi Ferrero |
| US Triestina       | Triest  | Stadio Comunale        | Mario Villini |
| AC Venedig         | Venedig | Stadio Pierluigi Penzo | Giuseppe Girani |
| AC Vicenza         | Vicenza | Stadio Comunale        | Pietro Spinato |

### Tabelle
| Pl. | Verein             | Sp. | S  | U  | N  | Tore    | Diff. | Punkte |
| --- | ------------------ | --- | -- | -- | -- | ------- | ----- | ------ |
| 1.  | AC Turin (M, P)    | 26  | 19 | 4  | 3  | 065:180 | +47   | 42:10  |
| 2.  | Inter Mailand      | 26  | 17 | 5  | 4  | 052:210 | +31   | 39:13  |
| 3.  | Juventus Turin     | 26  | 13 | 9  | 4  | 052:230 | +29   | 35:17  |
| 4.  | AC Brescia         | 26  | 12 | 6  | 8  | 038:330 | +5    | 30:22  |
| 5.  | AC Mailand         | 26  | 12 | 6  | 8  | 038:360 | +2    | 30:22  |
| 6.  | FC Modena          | 26  | 8  | 10 | 8  | 024:220 | +2    | 26:26  |
| 7.  | FC Bologna         | 26  | 11 | 4  | 11 | 030:330 | −3    | 26:26  |
| 8.  | US Triestina       | 26  | 8  | 7  | 11 | 023:320 | −9    | 23:29  |
| 9.  | Atalanta Bergamo   | 26  | 7  | 7  | 12 | 021:280 | −7    | 21:31  |
| 10. | SG Andrea Doria    | 26  | 7  | 7  | 12 | 025:350 | −10   | 21:31  |
| 11. | AC Vicenza         | 26  | 8  | 4  | 14 | 028:380 | −10   | 20:32  |
| 12. | CFC Genua          | 26  | 6  | 7  | 13 | 021:460 | −25   | 19:33  |
| 13. | AC Venedig         | 26  | 4  | 9  | 13 | 019:370 | −18   | 17:35  |
| 14. | US Sampierdarenese | 26  | 5  | 5  | 16 | 019:530 | −34   | 15:37  |

Platzierungskriterien: 1. Punkte – 2. Tordifferenz – 3. geschossene Tore

| (M) | Italienischer Meister 1942/43 |
| (P) | Pokalsieger 1942/43           |

### Kreuztabelle
| 1945/46 Nord       |     | Atalanta Bergamo | AGC Bologna | FC Brescia | CFC Genua | Ambrosiana-Inter | Juventus Turin | AC Mailand | FC Modena |     | AC Turin | US Triestina | AC Venedig |     |
| ------------------ | --- | ---------------- | ----------- | ---------- | --------- | ---------------- | -------------- | ---------- | --------- | --- | -------- | ------------ | ---------- | --- |
| SG Andrea Doria    |     | 1:0              | 0:0         | 1:1        | 0:1       | 1:1              | 1:1            | 1:2        | 1:1       | 0:1 | 2:3      | 0:0          | 2:0        | 3:2 |
| Atalanta Bergamo   | 0:3 |                  | 0:1         | 0:0        | 2:2       | 2:1              | 1:1            | 0:2        | 0:1       | 3:0 | 1:0      | 2:1          | 1:0        | 2:2 |
| FC Bologna         | 1:0 | 2:0              |             | 0:0        | 4:0       | 1:3              | 2:1            | 1:2        | 2:2       | 3:2 | 0:2      | 1:0          | 3:0        | 2:1 |
| AC Brescia         | 2:0 | 1:1              | 2:1         |            | 3:1       | 1:2              | 2:1            | 2:0        | 1:0       | 1:0 | 1:3      | 1:1          | 3:1        | 4:1 |
| CFC Genua          | 0:3 | 1:0              | 3:0         | 2:3        |           | 1:2              | 2:1            | 1:0        | 0:0       | 0:2 | 0:1      | 0:1          | 0:0        | 2:0 |
| Inter              | 2:0 | 1:0              | 1:0         | 4:1        | 9:1       |                  | 2:2            | 2:0        | 2:0       | 2:0 | 1:1      | 1:2          | 2:1        | 4:2 |
| Juventus Turin     | 6:1 | 2:0              | 1:0         | 3:1        | 4:1       | 0:0              |                | 2:2        | 1:0       | 6:0 | 2:1      | 1:1          | 5:0        | 2:1 |
| AC Mailand         | 1:2 | 2:1              | 2:2         | 3:1        | 1:0       | 1:3              | 1:1            |            | 1:0       | 3:0 | 2:3      | 2:0          | 2:1        | 2:4 |
| FC Modena          | 1:0 | 0:2              | 2:0         | 2:1        | 1:1       | 0:0              | 0:0            | 1:1        |           | 2:0 | 0:3      | 5:1          | 0:0        | 2:0 |
| US Sampierdarenese | 1:0 | 1:3              | 0:2         | 1:2        | 1:1       | 1:3              | 2:2            | 1:2        | 0:0       |     | 0:5      | 0:6          | 1:1        | 1:0 |
| AC Turin           | 5:0 | 2:0              | 4:0         | 2:2        | 6:0       | 1:0              | 1:0            | 4:0        | 1:1       | 2:1 |          | 4:0          | 3:1        | 4:0 |
| US Triestina       | 0:1 | 0:0              | 1:0         | 1:0        | 2:1       | 1:3              | 0:3            | 1:2        | 1:0       | 0:1 | 1:1      |              | 0:0        | 0:2 |
| AC Venedig         | 2:2 | 0:0              | 1:2         | 1:2        | 0:0       | 0:1              | 0:2            | 0:0        | 2:3       | 3:1 | 2:1      | 1:1          |            | 1:0 |
| AC Vicenza         | 1:0 | 1:0              | 3:0         | 1:0        | 0:0       | 1:0              | 1:2            | 2:2        | 1:0       | 1:1 | 1:2      | 0:1          | 0:1        |     |

### Play-offs
| 4. Platz   | Gesamt | 5. Platz   | Hinspiel | Rückspiel |
| ---------- | ------ | ---------- | -------- | --------- |
| AC Brescia | 2:3    | AC Mailand | 1:1      | 1:2       |

### Torschützenliste
| Pl. | Spieler           | Verein           | Tore |
| --- | ----------------- | ---------------- | ---- |
| 1   | Guglielmo Gabetto | AC Turin         | 15   |
| 2   | Giuseppe Baldini  | SG Andrea Doria  | 13   |
| 2   | Romano Penzo      | Ambrosiana-Inter | 13   |
| 4   | Enrico Candiani   | Ambrosiana-Inter | 11   |
| 4   | Aredio Gimona     | AC Mailand       | 11   |
| 4   | Ezio Loik         | AC Turin         | 11   |
| 4   | Valentino Mazzola | AC Turin         | 11   |
| 4   | Héctor Puricelli  | AC Mailand       | 11   |
| 9   | Camillo Achilli   | Ambrosiana-Inter | 10   |
| 9   | Silvio Piola      | Juventus Turin   | 10   |

## Campionato Centro-Sud

### Teilnehmer
| Verein         | Stadt   | Stadion                  | Trainer |
| -------------- | ------- | ------------------------ | --- |
| US Anconitana  | Ancona  | Stadio Dorico            | Achille Piccini |
| AS Bari        | Bari    | Stadio della Vittoria    | Raffaele Costantino |
| AC Florenz     | Florenz | Stadio Comunale          | Giuseppe Bigogno Guido Ara |
| Lazio Rom      | Rom     | Stadio Nazionale del PNF | Dino Canestri (vom 2. bis zum 10. Spieltag) Salvador Gualtieri (vom 11. bis zum 16. Spieltag) Anton Cargnelli (ab dem 17. Spieltag) |
| AC Neapel      | Neapel  | Stadio del Vomero        | Raffaele Sansone |
| US Palermo     | Palermo | Stadio La Favorita       | Maximiliano Faotto |
| AS Pescara     | Pescara | Stadio Rampigna          | Giuseppe Marchi |
| Pro Livorno    | Livorno | Stadio Comunale          | Enrico Carpitelli (vom 1. bis zum 6. Spieltag) Ivo Fiorentini (ab dem 7. Spieltag)                                                  |
| AS Rom         | Rom     | Stadio Nazionale del PNF | Giovanni Degni |
| US Salernitana | Salerno | Stadio Comunale          | Vittorio Mosele |
| AC Siena       | Siena   | Stadio del Rastrello     | Cesare Pellegatta |

### Tabelle
| Pl. | Verein         | Sp. | S  | U | N  | Tore    | Diff. | Punkte |
| --- | -------------- | --- | -- | - | -- | ------- | ----- | ------ |
| 1.  | AC Neapel      | 20  | 11 | 6 | 3  | 028:100 | +18   | 28:12  |
| 2.  | AS Bari        | 20  | 13 | 2 | 5  | 031:210 | +10   | 28:12  |
| 3.  | AS Rom         | 20  | 10 | 7 | 3  | 028:170 | +11   | 27:13  |
| 4.  | US Pro Livorno | 20  | 10 | 6 | 4  | 030:150 | +15   | 26:14  |
| 5.  | AC Florenz     | 20  | 10 | 3 | 7  | 032:160 | +16   | 23:17  |
| 6.  | AS Pescara     | 20  | 6  | 6 | 8  | 027:260 | +1    | 18:22  |
| 7.  | Lazio Rom      | 20  | 6  | 5 | 9  | 019:190 | ±0    | 17:23  |
| 8.  | US Palermo     | 20  | 6  | 5 | 9  | 016:230 | −7    | 17:23  |
| 9.  | US Salernitana | 20  | 5  | 4 | 11 | 020:320 | −12   | 14:26  |
| 10. | AC Siena       | 20  | 2  | 9 | 9  | 013:360 | −23   | 13:27  |
| 11. | US Anconitana  | 20  | 3  | 3 | 14 | 012:410 | −29   | 09:31  |

Platzierungskriterien: 1. Punkte – 2. Tordifferenz – 3. geschossene Tore

### Kreuztabelle
| 1945/46 Centro Süd | US Anconitana | AS Bari |     | Lazio Rom | Pro Livorno | AC Neapel |     | AS Pescara | AS Rom | US Salernitana | AC Siena |
| ------------------ | ------------- | ------- | --- | --------- | ----------- | --------- | --- | ---------- | ------ | -------------- | -------- |
| US Anconitana      |               | 1:2     | 0:1 | 1:0       | 0:3         | 1:2       | 1:1 | 1:1        | 0:1    | 2:1            | 1:1      |
| AS Bari            | 4:2           |         | 1:0 | 1:0       | 2:1         | 3:1       | 1:0 | 1:0        | 1:0    | 1:0            | 4:0      |
| AC Florenz         | 5:2           | 2:0     |     | 4:3       | 0:1         | 2:0       | 3:1 | 2:1        | 2:0    | 4:0            | 5:0      |
| Lazio Rom          | 1:2           | 1:0     | 1:0 |           | 0:0         | 0:1       | 6:0 | 0:2        | 1:2    | 2:1            | 0:0      |
| SSC Neapel         | 2:0           | 2:1     | 1:0 | 0:0       |             | 2:0       | 1:0 | 1:0        | 1:1    | 1:0            | 6:1      |
| US Palermo         | 3:0           | 0:2     | 0:0 | 0:1       | 0:0         |           | 1:0 | 1:0        | 1:3    | 1:0            | 2:2      |
| AS Pescara         | 4:0           | 3:1     | 3:0 | 2:2       | 2:1         | 0:0       |     | 1:2        | 2:2    | 5:1            | 2:0      |
| Pro Livorno        | 4:0           | 4:1     | 1:1 | 1:0       | 1:0         | 4:2       | 1:0 |            | 1:1    | 3:0            | 0:0      |
| AS Rom             | 3:0           | 1:1     | 1:0 | 0:1       | 0:0         | 2:1       | 0:0 | 2:2        |        | 4:2            | 1:0      |
| US Salernitana     | 1:0           | 2:3     | 1:0 | 2:0       | 1:1         | 0:0       | 2:0 | 0:0        | 1:3    |                | 3:0      |
| AC Siena           | 1:0           | 1:1     | 1:1 | 0:0       | 1:4         | 1:0       | 1:1 | 1:2        | 0:1    | 2:2            |          |

### Torschützenliste
| Pl. | Spieler            | Verein         | Tore |
| --- | ------------------ | -------------- | ---- |
| 1   | Dante Di Benedetti | AS Bari        | 13   |
| 2   | Mario Gritti       | AC Florenz     | 12   |
| 3   | Engelbert König    | Lazio Rom      | 11   |
| 4   | Mario Tontodonati  | AS Pescara     | 10   |
| 5   | Amedeo Amadei      | AS Rom         | 8    |
| 5   | Teresio Piana      | Pro Livorno    | 8    |
| 5   | Renato Raccis      | Pro Livorno    | 8    |
| 8   | Carlo Barbieri     | AC Neapel      | 7    |
| 8   | Vincenzo Margiotta | US Salernitana | 7    |
| 8   | Omero Urilli       | AS Rom         | 7    |

## Finalrunde

### Teilnehmer
| Verein         | Stadt   | Stadion                  | Trainer                                                                            |
| -------------- | ------- | ------------------------ | ---------------------------------------------------------------------------------- |
| AS Bari        | Bari    | Stadio della Vittoria    | Raffaele Costantino (vom 1. bis zum 13. Spieltag) János Nehadoma (am 14. Spieltag) |
| Inter Mailand  | Mailand | Arena Civica             | Carlo Carcano                                                                      |
| Juventus Turin | Turin   | Stadio Comunale          | Felice Borel                                                                       |
| AC Mailand     | Mailand | Arena Civica             | Adolfo Baloncieri                                                                  |
| AC Neapel      | Neapel  | Stadio del Vomero        | Raffaele Sansone                                                                   |
| Pro Livorno    | Livorno | Stadio Comunale          | Ivo Fiorentini                                                                     |
| AS Rom         | Rom     | Stadio Nazionale del PNF | Giovanni Degni                                                                     |
| AC Turin       | Turin   | Stadio Filadelfia        | Luigi Ferrero                                                                      |

### Abschlusstabelle
| Pl. | Verein          | Sp. | S  | U | N  | Tore    | Diff. | Punkte |
| --- | --------------- | --- | -- | - | -- | ------- | ----- | ------ |
| 1.  | AC Turin (M, P) | 14  | 11 | 0 | 3  | 043:140 | +29   | 22:60  |
| 2.  | Juventus Turin  | 14  | 9  | 3 | 2  | 031:800 | +23   | 21:70  |
| 3.  | AC Mailand      | 14  | 7  | 2 | 5  | 025:160 | +9    | 16:12  |
| 4.  | Inter Mailand   | 14  | 6  | 2 | 6  | 020:160 | +4    | 14:14  |
| 5.  | AC Neapel       | 14  | 5  | 3 | 6  | 019:270 | −8    | 13:15  |
| 6.  | AS Rom          | 14  | 4  | 3 | 7  | 016:220 | −6    | 11:17  |
| 7.  | US Livorno      | 14  | 4  | 2 | 8  | 013:350 | −22   | 10:18  |
| 8.  | AS Bari         | 14  | 1  | 3 | 10 | 006:350 | −29   | 05:23  |

Platzierungskriterien: 1. Punkte – 2. Tordifferenz – 3. geschossene Tore

| (M) | Italienischer Meister 1942/43 |
| (P) | Pokalsieger 1942/43           |

### Kreuztabelle
| 1945/46 Finalrunde | AS Bari | Inter Mailand | Juventus Turin | AC Mailand | AC Neapel | Pro Livorno | AS Rom | AC Turin |
| ------------------ | ------- | ------------- | -------------- | ---------- | --------- | ----------- | ------ | -------- |
| AS Bari            |         | 1:2           | 0:2            | 0:2        | 2:2       | 0:0         | 1:0    | 1:2      |
| Inter Mailand      | 0:0     |               | 1:0            | 0:1        | 2:1       | 6:2         | 1:0    | 6:2      |
| Juventus Turin     | 6:1     | 1:0           |                | 3:1        | 6:0       | 5:1         | 2:1    | 1:0      |
| AC Mailand         | 8:0     | 3:2           | 1:1            |            | 2:3       | 1:0         | 2:0    | 2:0      |
| AC Neapel          | 4:0     | 0:0           | 1:1            | 1:0        |           | 3:0         | 2:1    | 0:2      |
| Pro Livorno        | 3:0     | 1:0           | 0:3            | 1:0        | 2:1       |             | 1:1    | 0:3      |
| AS Rom             | 1:0     | 3:0           | 0:0            | 2:2        | 2:0       | 3:1         |        | 0:7      |
| AC Turin           | 3:0     | 1:0           | 1:0            | 3:0        | 7:1       | 9:1         | 3:2    |          |

### Torschützenliste
| Pl. | Spieler             | Verein         | Tore |
| --- | ------------------- | -------------- | ---- |
| 1   | Eusebio Castigliano | AC Turin       | 13   |
| 2   | Carlo Barbieri      | SSC Neapel     | 8    |
| 3   | Amedeo Amadei       | AS Rom         | 7    |
| 3   | Guglielmo Gabetto   | AC Turin       | 7    |
| 5   | Enrico Candiani     | Inter Mailand  | 6    |
| 5   | Silvio Piola        | Juventus Turin | 6    |
| 7   | Carlo Annovazzi     | AC Mailand     | 5    |
| 7   | Aredio Gimona       | AC Mailand     | 5    |
| 7   | Naim Krieziu        | AS Rom         | 5    |
| 7   | Ezio Loik           | AC Turin       | 5    |
| 7   | Valentino Mazzola   | AC Turin       | 5    |
| 7   | Cosimo Muci         | Inter Mailand  | 5    |
| 7   | Romano Penzo        | Inter Mailand  | 5    |
| 7   | Pietro Rava         | Juventus Turin | 5    |
| 7   | Vittorio Sentimenti | Juventus Turin | 5    |

## Meistermannschaft
| AC Turin | |
| ac Turin | - Tor: Valerio Bacigalupo; Alfredo Bodoira - Verteidigung: Aldo Ballarin; Virgilio Maroso; Sergio Piacentini; Mario Rigamonti - Mittelfeld: Eusebio Castigliano; Giuseppe Grezar; Ezio Loik; Alfonso Santagiuliana - Sturm: Pietro Ferraris; Guglielmo Gabetto; Oreste Guaraldo; Valentino Mazzola; Franco Ossola; Adriano Zecca - Trainer: Luigi Ferrero |